# Johan Qvitslund

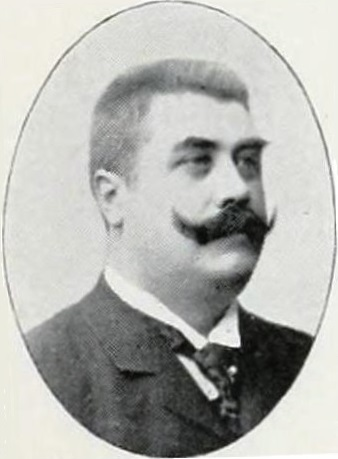
Johan Qvitslund

Johan Albert Qvitslund, född 9 september 1858 i Njurunda socken, Västernorrlands län, död 6 oktober 1943, var en svensk bankdirektör.
Efter studentexamen i Hudiksvall 1878 var Qvitslund anställd på trävarukontor i Paris 1879. Han studerade vid Sundsvalls handelsinstitut 1880, blev kassör hos Mons trävaru AB 1881 och kamrer hos AB Sundsvalls Handelbank 1888–96. Han var verkställande direktör i Sydsvenska kreditaktiebolaget i Malmö 1896–22 och vice ordförande i styrelsen 1906–22. Han ligger begravd i Kisa.